# Montana, Bulgaria
Montana (în bulgară Монтана) este un oraș în Obștina Montana, Regiunea Montana, Bulgaria.

## Demografie
Componența etnică a orașului Montana
     Bulgari (87,43%)
     Romi (6,97%)
     Nicio identificare (5,14%)
     Altele (0,83%)
La recensământul din 2011, populația orașului Montana era de 43.781 locuitori. Din punct de vedere etnic, majoritatea locuitorilor (87,43%) erau bulgari, cu o minoritate de romi (6,97%). Pentru 5,14% din locuitori nu este cunoscută apartenența etnică.